# Hunter Schafer
Hunter Schafer (Trenton, Nueva Jersey, 31 de diciembre de 1998) es una modelo, actriz, artista y activista LGBT estadounidense. Es conocida por su papel de Jules Vaughn en la serie de televisión de HBO Euphoria.

## Biografía
Hunter Schafer nació en Trenton, Nueva Jersey, siendo sus padres Katy Schafer y Mac Schafer, quien es un pastor en la Iglesia presbiteriana memorial de Hudson.
Mientras estaba en la escuela secundaria, protestó contra la Ley de seguridad y privacidad de las instalaciones públicas de Carolina del Norte, también conocida como la «proposición de ley del baño». En una entrevista, Schafer dijo que la internet la ayudó a sobrellevar su identidad de género, recurriendo a YouTube y a las redes sociales para conocer los plazos de transición de las personas.
En marzo de 2024, confirmó que en 2019 mantuvo una relación que duró cinco meses con la cantante Rosalía, tras haberse conocido en la Semana de la Moda de Londres en un desfile de Burberry.

## Carrera

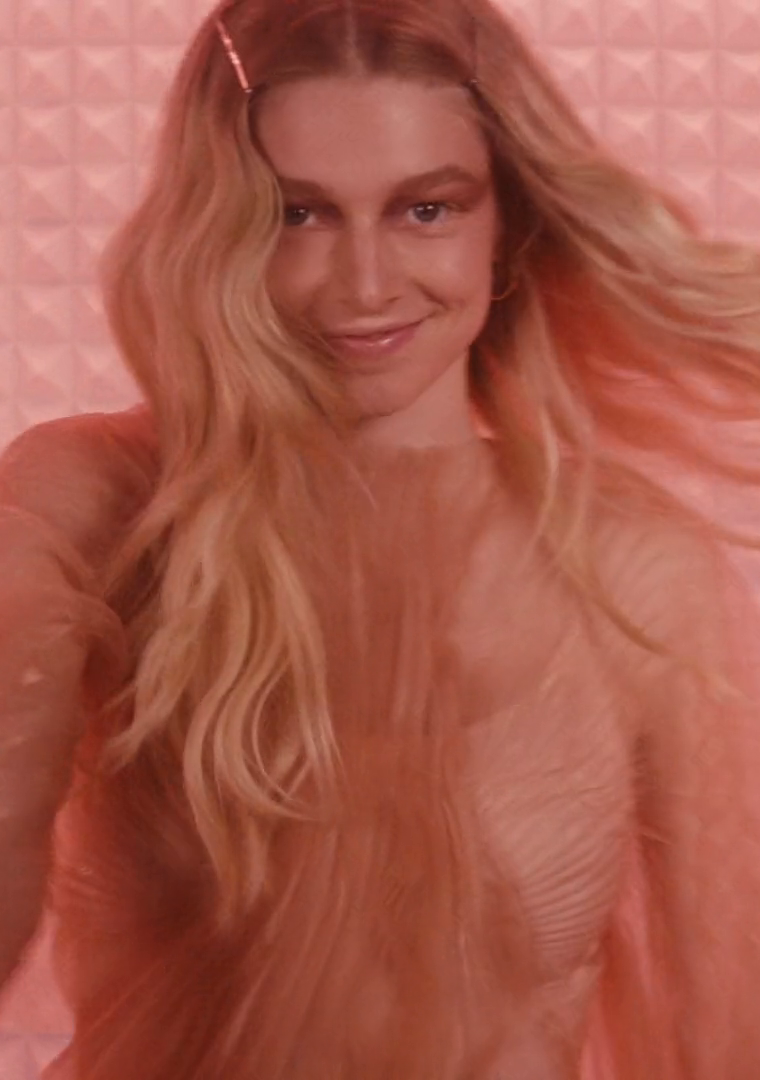
Hunter Schafer en un fotograma de un video (julio de 2021)

### Como modelo
Schafer ha trabajado como modelo para Dior, Miu Miu, Rick Owens, Helmut Lang, Tommy Hilfiger, Maison Margiela, Vera Wang, Marc Jacobs, Versus Versace, Emilio Pucci, Ann Demeulemeester y Erdem, entre otras casas de moda.

### Como actriz
En 2019 Schafer debutó como actriz en la serie de televisión de HBO Euphoria con el personaje Jules Vaughn. Además de su papel protagónico en la serie, también colaboró con el creador del programa, Sam Levinson, para que su personaje y la historia del programa reflejasen adecuadamente su experiencia.

## Activismo político
Schafer, una mujer transexual, es activista del colectivo LGTBI+. Teen Vogue le dio la portada de su número especial en diciembre del 2017, 21 under 21, una entrega que recopila una veintena de jóvenes que cambiarán el mundo en un futuro no muy lejano.En dicho número, Schafer entrevistó a la ex senadora y secretaria de Estado de Estados Unidos, Hillary Clinton.
En junio de 2020, en honor al 50.º aniversario del primer desfile del Orgullo LGBT, Queerty la nombró entre las cincuenta líderes que «dirigen la nación hacia la igualdad, la aceptación y la dignidad para todas las personas». En 2021, Time la incluyó en su lista de «100 líderes emergentes que están dando forma al futuro», el cual tuvo un homenaje escrito por la actriz y cantante Zendaya, su compañera de elenco en Euphoria.
El 26 de febrero de 2024 fue detenida en Nueva York por manifestarse junto a la organización antisionista Voces judías por la Paz junto a otras 32 personas a favor del cese al fuego y el reconocimiento de Palestina.

## Filmografía

### Cine
| Año  | Título original                                                | Papel                   | Ref.   |
| ---- | -------------------------------------------------------------- | ----------------------- | ------ |
| 2021 | Belle                                                          | Ruka Watanabe (doblaje) | [ 19 ] |
| 2023 | Los juegos del hambre: balada de pájaros cantores y serpientes | Tigris Snow             | [ 20 ] |
| 2024 | Cuckoo                                                         | Gretchen                | [ 21 ] |
| 2024 | Kinds of Kindness                                              | Anna                    | [ 22 ] |
| TBA  | Mother Mary                                                    | Hilda                   | [ 23 ] |

### Televisión
| Año           | Título            | Rol          | Notas            |
| ------------- | ----------------- | ------------ | ---------------- |
| 2019–presente | Euphoria          | Jules Vaughn | Elenco principal |
|               | Blade Runner 2099 |              | Elenco principal |

### Vídeos musicales
| Año  | Título                | Artista                 | Rol       | Ref.   |
| ---- | --------------------- | ----------------------- | --------- | ------ |
| 2022 | «Hornylovesickmess»   | Girl in Red             | Directora | [ 24 ] |
| 2023 | «Why am I Alive Now?» | Anohni and the Johnsons | Directora | [ 25 ] |

### Videojuegos
| Año | Título original | Personaje | Ref.   |
| --- | --------------- | --------- | ------ |
|     | OD              |           | [ 26 ] |